# Jannie Salcedo
Jannie Milena Salcedo Zambrano (nascida em 14 de maio de 1988) é uma ciclista colombiana. Competiu nos Jogos Pan-Americanos de 2015.